# Понтийски пентаполис
Понтийският пентаполис, наричан също Тракийски пентаполис
(на старогръцки: Πεντάπολις, Pentàpolis = 5 града, pontische Pentapolis, thrakische Pentapolis) е през древността съюз на пет понтийски крайбрежни градове в днешните България и Румъния и първоначално през Диадохските войни е против владетелството на Лизимах.
Членове са били:
- Аполония (днес Созопол в България),
- Калатис (днес Мангалия в Румъния),
- Месембрия (днес Несебър в България),
- Одесос (днес Варна в България) и
- Томис (днес Констанца в Румъния).

Според Теодор Момзен Томис е главният град на общия съюз на гръцките брегови градове на римската провинция Долна Мизия (Moesia inferior).
Намиращият се навътре в страната град Марцианопол (днес Девня в България), основан от Траян, по-късно се включва в съюза, чрез което градският съюз става понтийски хексаполис.